# Sakkarawit Nimma
Sakkarawit Nimma (thailändisch สักการวิช นิ่มมา, * 29. August 1996) ist ein thailändischer Fußballspieler.

## Karriere
Sakkarawit Nimma stand bis Mai 2021 beim Samut Prakan FC unter Vertrag. Der Verein aus Samut Prakan spielte zuletzt in der dritten Liga, der Thai League 3. Hier trat er mit dem Klub in der Bangkok Metropolitan Region an. Zur Saison 2021/22 wechselte er zum Zweitligisten Navy FC nach Sattahip. Sein Zweitligadebüt gab er am 5. September 2021 (1. Spieltag) im Auswärtsspiel beim Phrae United FC. Hier wurde er in der 46. Minute für Surasak Koomkan eingewechselt. Phrae gewann das Spiel mit 4:0. Am Ende der Saison 2021/22 musste er mit der Navy als Tabellenletzter in die dritte Liga absteigen. Nach insgesamt 65 Ligaspielen wurde sein Vertrag im Sommer 2024 nicht verlängert.